# みゃこ
みゃこ（1988年11月24日 - ）は、日本のコスプレイヤー、YouTuber、ゲーム実況者、グラビアアイドル、女優。「立石都美」（たていし・みやび）名義でも活動している。

## 来歴・人物
2009年大学在学中に『龍が如く4』オーディションに応募するが落選。翌年『龍が如く OF THE END』に再応募して合格し、キャバ嬢役で出演。
2011年に個人でニコニコ生放送を始める。開始1か月でコミュニティ人数を9,000人を達成。
2012年にホワイトプロモーション（現：ラトナ）に所属し、タレント活動が本格化する。2012年のSUPER GTでは「LEXUS TEAM SARD “IA PROJECT GIRL STARS”」としてスポット参加した。その後、テレビアニメ『ブレイドアンドソウル』のゲーム宣伝部長や新作ゲームなどの番組MCに抜擢される。以降、トレーディングカードゲームやソーシャルゲームのテレビCMに出演したり世界コスプレサミットのMCを務めたりと、様々な活動を展開した。
2019年6月、JUDY AND MARY・恩田快人をプロデューサーに迎えコスプレイヤーガールズバンド「mimiQ_Lyric」にベーシストとして参加。
2022年11月18日、PPエンタープライズへ所属することが発表された。

## 出演

### テレビ番組
- ドリームクリエイター（2013年6月6日、テレビ東京）[9]
- 特捜警察ジャンポリス（2014年9月12日、テレビ東京）
- バナナフェイス 本当の恋は顔じゃない（2014年9月21日、フジテレビ）[10]
- 日本コスプレ化計画『CODE:0・1』（2016年7月23日・11月20日、ファミリー劇場）[11][12]
- 世にも奇妙な物語 '22夏の特別編『オトドケモノ』（2022年6月18日、フジテレビ）[13]
- 院内警察（第11話）（2024年3月22日、フジテレビ）[14]

### CM
- Lenovo Miix 2 8（2014年11月4日） - 出撃編に出演。
- デュエル・マスターズ（2015年1月9日、タカラトミー） - 100%スーパーレアパックに出演。
- 戦国炎舞 -KIZNA-（2015年12月26日、サムザップ） - 日本中が大合戦篇に出演[15]。
- セブンナイツ（2016年）[16]

### ミュージックビデオ
- イナメトオル「恋愛裁判」（2015年）[17]

### 広告
- IA ボーカロイドイメージモデル。
- コスパ
- GTA×日産
- ヴィーナスアイズ（2014年、ネットランドジャパン） - カラーコンタクトモデル。
- ダントツネット ニコニコ動画プレミアムセット（2014年9月11日、シグマライン・ニコニコ動画）

### 雑誌
- 週刊プレイボーイ（集英社）
- COSPLAY MODE 9月号（2014年8月2日 - 、シムサム・メディア） - 1年間毎号ヴィーナスアイズの広告に出演。
- Soup.(スープ) vol.139（2012年11月22日、ジェイ・インターナショナル）

### 写真集
- 日本ツインテール百景（2013年8月9日、マイナビ） - ISBN 9784839946661

### ネット記事
- ブレイドアンドソウル（2014年7月29日、週刊アスキー） - 衣装はボー・ファラン[18]。
- Razer Chroma（2014年10月10日、電撃オンライン） - プレイレポート[19][20]。
- LORD of VERMILION ARENA（2015年12月11日・22日・25日、電撃オンライン） - プレイレポート。衣装は私服・女性主人公[21][22][23]。
- SOUL GAUGE（2016年6月4日、4Gamer.net） - 「勢力戦」開幕記念イベント ソウルガールズ! 〜人気女性ゲーマーが総力戦に挑戦!〜 皆方由衣、他と出演[24]。

インタビュー
- 週プレNEWS（2011年10月8日、集英社）[25]

### ネット配信
ニコニコ生放送
- 神室町 キャバ嬢TV（龍が如く） - レギュラー。
- ブレイドアンドソウルLIVE 魅力大解剖!（2014年3月15日・29日・4月19日・5月3日・17日） - せんとすとMC。全5回[26]。
- WEB Money 大感謝祭。
- ゲームチャンネルZ - レギュラーMC。
- ケリ姫スィーツ - レギュラーMC。
- 自分、LoVAいいっスか?（2015年4月13日・6月5日・7月14日、LORD of VERMILION ARENA）[27][28]
- タワーオブプリンセス（2015年10月9日・30日・11月20日・12月28日・2016年2月27日） - MC[29]。
- デビルズサードオンライン（2015年11月12日・2016年2月26日・7月11日） - 板垣伴信、平井善之、他と出演[30]。
- エレスト生バトル（2015年11月27日 - 12月27日、エレメンタルストーリー） - 曜日担当レギュラーMC[31]。
- Aimingフェス2015（2015年12月5日・10日・19日・26日、エイミング） - 応援団員で魔王、ろあと出演[32]。
- セブンナイツ（2016年1月11日・2月12日・3月4日・29日・4月27日・7月6日・10月19日） - レギュラー[33]。
- 『チャリ走』最新作リリース発表会生放送（2016年2月5日） - エグスプロージョン、茸と出演[34]。

ほか
- ブレイドアンドソウル ジャパンチャンピオンシップ2016 シーズン1・2 決勝大会（2016年7月31日・8月27日、Twitch） - 共にアシスタントMCで出演[35][36]。
- やる男のにーなな 加藤純一の27時間テレビ！（2019年1月4日・5日、AbemaTV） - 加藤純一、他と出演[37]。
- ゆゆうた&みゃこの泥沼バラエティ (2023年1月31日−、OPENREC.tv)[38]
- 配信者ハイパーゲーム大会 (2023年3月25日・26日、OPENREC.tv)
- 第2回配信者ハイパーゲーム大会 (2024年3月16日・17日、OPENREC.tv)

### イベント
2012年
- 第41回 インターナショナル ポッカ1000㎞（8月18日・19日、鈴鹿サーキット） - IA×LEXUS TEAM SARDにIA GIRL STARSとしてレースクイーンで出演。
- THE VOC@LOiD MASTER 23（12月15日、池袋サンシャインシティ）

2013年
- ニコニコゲームマスター2 with Call of Duty: Black Ops II ニコファーレ本選（2月16日、六本木ニコファーレ） - アシスタントMC[39]。
- ニコニコ超会議2（4月27日・28日、幕張メッセ） - PlayStationブースにしゃけとりくまごろう、ドグマ風見とMC[40]。
- Kingdom Conquest 天使のオフ会 名古屋・大阪・福岡・東京（7月26日・27日・8月3日・8日） - 衣装は天使[41][42]。
- ニコニコ町会議2013 in 鹿児島、さつま町夏まつり（8月4日、さつま町） - 露天風呂リポーター[43]。
- VocaNicoNight4 -SummerParty2013-（8月16日、新木場StudioCoast） - 仮面ライアー217、ドグマ風見、百花繚乱とMC[44]。
- ニコニコミュージックマスター2 〜歌と演奏の祭典〜（8月17日、ディファ有明） - ドグマ風見とMC[45]。
- ニコニコダンスマスターFINAL（8月18日、ディファ有明） - 百花繚乱、爆笑コメディアンズとMC[46]。

2014年
- ブレイドアンドソウル プレミアショウ（3月8日、東京ファッションタウン） - せんとすとMC。衣装はエル・カレン（ブレイドアンドソウル）[47]
- AnimeJapan2014（3月22日・23日、東京国際展示場） - 電通/電通テックブースに出演。衣装はエル・カレン[48]。
- Left 4 Dead -生存者たち- ロケテスト（5月23日・24日・25日、秋葉原Hey）
- アプリコンテスト2014（6月21日） - MC。衣装はジン・ハズキ（ブレイドアンドソウル）[49][50]

2015年
- 闘会議2015（1月31日・2月1日、幕張メッセ）- 31日はLINEブースに出演[51]。1日はCoD:AWステージに出演[52]。
- ニコニコ超会議2015（4月25日・26日、幕張メッセ）- 25日はハンゲームブース[53]、両日超コスプレ広場にウサコ、くろねことMC[54]。衣装はシースルー胸開きワンピース、レナ（エルソード）[55]、26日はGREEブースに出演。衣装はアスナ（SAO）
- 世界コスプレサミット2015（8月2日、オアシス21）- ウサコとMC。コニココスプレクションに出演[56]。
- LORD of VERMILION ARENA ジャックイベント（8月18日、秋葉原LEVEL∞HUB）- StanSmith、しゃけとりくまごろうと出演[57]。
- ニコニコ町会議2015in福岡（9月13日、博多港）- 町コスプレクションにあぷりこっと＊とMC。衣装は星空凛 ｢SSR 初期編 通常｣（ラブライブ!）[58]
- ニコニコ超パーティー2015（10月25日、さいたまスーパーアリーナ）- 2部28曲目と楽屋裏放送MCに出演。衣装はエクセリア（白猫プロジェクト）[59]

2016年
- 闘会議2016（1月30日・31日、幕張メッセ） - ガンホーブースのケリ姫スイーツステージに出演[60]。
- AnimeJapan2016（3月26日、東京国際展示場）- タワー オブ プリンセススペシャルステージに魔王、渚、百花繚乱、LeChatと出演[61]。
- コミックマーケット90（8月14日、東京国際展示場）- 衣装はフラン（白猫テニス）[62]
- タワー オブ プリンセス配信1周年記念オフラインファン感謝イベント（東京、9月10日） - AKIRA、ダコタ・ローズ、皆方由衣、ルウトと出演。衣装はロリィタ[63][64]。
- 東京ゲームショウ2016（9月15日 - 18日、幕張メッセ）- 角川ゲームスブースのGOD WARS 〜時をこえて〜ステージにユリコタイガーと出演。衣装はカグヤ（GOD WARS 〜時をこえて〜）[65][66]
- Lobi感謝祭2016冬 〜スマホゲームコロシアム〜（12月11日、大さん橋ホール） - えなこ、ダイノジ、古川未鈴、増田有華、他と出演[67]。
- コミックマーケット91（12月30日、東京国際展示場） - フラワーナイトガール公式騎士団出張所ブースにトークショーで川西ゆうこと出演[68]。

2017年
- AnimeJapan2017（3月25日、東京国際展示場）- REDステージ陰陽師スペシャルステージでStanSmithとMC。衣装は浴衣[69]。
- シャドウバース公式全国大会“Shadowverse Rise of Bahamut〜ファミ通CUP2017〜（3月26日、ベルサール秋葉原） - 衣装はアリサ（シャドウバース）[70]
- RAGE Shadowverse Wonderland Dreams 大阪予選大会（8月12日・13日、OMMビル）- 衣装は同上[71]。
  - 東京予選大会（8月19日・20日、東京国際展示場）- 衣装は同上[72]。
- RAGE vol.5 with シャドバフェス（9月18日、東京国際展示場）- コスプレイヤー撮影コーナーに出演。衣装は同上[73]。